# Ню Йорк Янкис
„Ню Йорк Янкис“ е американски бейзболен отбор от град Ню Йорк. Янкис се състезават в Мейджър Лийг Бейзбол (МЛБ), като са част от Американската лига в източната дивизия. Те са един от двата отбора на Ню Йорк, заедно с Ню Йорк Метс. Отборът играе мачовете си в квартал Бронкс на Янки Стейдиъм.
Отборът е създаден през 1903 година от Франк Фаръл и Бил Девъри, които купуват правата на вече несъществуващия отбор на Балтимор Ориълс (няма връзка със сегашния отбор със същото име) и е кръстен Ню Йорк Хайлендърс. През 1913 година, отборът официално е преименуван на Ню Йорк Янкис.
Янкис е един от най-успешните професионални спортни франчайзи в Съединените щати. Отборът печели 20 титли в дивизията си, 40 титли в американската лига и 27 титли от Световните серии - всички са рекорди в МЛБ. Янкис има най-много спечелени титли от всички отбори в американските професионални спортове (НБА, НХЛ, НФЛ и МЛБ). Янките имат 44 играча и 11 мениджъра в бейзболната зала на славата, включително много от най-известни играчи в историята на спорта - Бейб Рут, Лу Гериг, Джо ДиМаджо, Мики Мантъл, Йоги Бера и Реджи Джаксън. Последните попълнения на отбора в залата на славата Мариано Ривера и Дерек Джитър получават най-високия вот за влизане в залата в историята. Според Форбс отборът е вторият най-скъпо оценен франчайз на света след отбора от НФЛ Далас Каубойс, оценен на близо 7.1 милиарда долара към 2023 година. 
Съперничеството с Бостън Ред Сокс е едно от най-известните в американските спортове. Логото на отбора е едно от най-разпознаваемите в света, като моден аксесоар и е считано за икона на Ню Йорк Сити и САЩ.
От сезон 1903 до 2023, Янките са с 56.9% победи с 10 684 победи, 8080 загуби и 88 равенства.

## Титли
- Шампиони на „Световните серии“: 1923, 1927, 1928, 1932, 1936, 1937, 1938, 1939, 1941, 1943, 1947, 1949, 1950, 1951, 1952, 1953, 1956, 1958, 1961, 1962, 1977, 1978, 1996, 1998, 1999, 2000, 2009